# Julien de Sart
Julien de Sart (Waremme, 23 dicembre 1994) è un calciatore belga, centrocampista dell'Al-Rayyan.

## Biografia
È il figlio di Jean-François De Sart ed il fratello di Alexis De Sart, a loro volta calciatori.

## Caratteristiche tecniche
Vertice basso di centrocampo, in possesso di una discreta visione di gioco a cui abbina buone capacità in fase di interdizione. Dotato di un ottimo tiro dalla distanza, sa farsi valere anche nel gioco aereo.

## Carriera

### Club
Muove i suoi primi passi nelle giovanili dello Standard Liegi. Esordisce tra i professionisti il 22 agosto 2013 contro il Minsk in Europa League. Tre giorni dopo esordisce nella Pro League contro il Mons, sostituendo l'infortunato Yoni Buyens. Lascerà il terreno di gioco in anticipo per doppia ammonizione.
Il 1º febbraio 2016 viene acquistato dagli inglesi del Middlesbrough. Il 23 febbraio esordisce con la nuova maglia, nella partita vinta per 3-1 contro il Cardiff City, subentrando a Grant Leadbitter al 92º minuto di gioco.
Il 5 gennaio 2017 passa in prestito al Derby County fino al termine della stagione.

### Nazionale
Ha giocato nelle nazionali giovanili belghe Under-16, Under-17, Under-18, Under-19 ed Under-21.

## Statistiche

### Presenze e reti nei club
Statistiche aggiornate all'8 maggio 2018.
| Stagione              | Squadra               | Campionato            | Campionato | Campionato | Coppe nazionali | Coppe nazionali | Coppe nazionali | Coppe continentali | Coppe continentali | Coppe continentali | Altre coppe | Altre coppe | Altre coppe | Totale | Totale |
| Stagione              | Squadra               | Comp                  | Pres       | Reti       | Comp            | Pres            | Reti            | Comp               | Pres               | Reti               | Comp        | Pres        | Reti        | Pres   | Reti   |
| --------------------- | --------------------- | --------------------- | ---------- | ---------- | --------------- | --------------- | --------------- | ------------------ | ------------------ | ------------------ | ----------- | ----------- | ----------- | ------ | ------ |
| 2013-2014             | Standard Liegi        | D1                    | 16+8       | 2          | CB              | 2               | 0               | UEL                | 3                  | 0                  | -           | -           | -           | 29     | 2      |
| 2014-2015             | Standard Liegi        | D1                    | 19+7       | 1          | CB              | 1               | 0               | UCL+UEL            | 0+3                | 0                  | -           | -           | -           | 30     | 1      |
| 2015-gen. 2016        | Standard Liegi        | D1                    | 12         | 0          | CB              | 1               | 0               | UEL                | 2                  | 0                  | -           | -           | -           | 15     | 0      |
| Totale Standard Liegi | Totale Standard Liegi | Totale Standard Liegi | 47+15      | 3          |                 | 4               | 0               |                    | 8                  | 0                  |             | -           | -           | 74     | 3      |
| gen.-giu. 2016        | Middlesbrough         | FLC                   | 2          | 0          | FACup+CdL       | -               | -               | -                  | -                  | -                  | -           | -           | -           | 2      | 0      |
| 2016-gen. 2017        | Middlesbrough         | PL                    | 0          | 0          | FACup+CdL       | 0+1             | 0               | -                  | -                  | -                  | -           | -           | -           | 1      | 0      |
| Totale Middlesbrough  | Totale Middlesbrough  | Totale Middlesbrough  | 2          | 0          |                 | 1               | 0               |                    | -                  | -                  |             | -           | -           | 3      | 0      |
| gen.-giu. 2017        | Derby County          | FLC                   | 9          | 1          | FACup+CdL       | 2+0             | 0               | -                  | -                  | -                  | -           | -           | -           | 11     | 1      |
| 2017-2018             | Zulte Waregem         | D1                    | 22+10      | 0          | CB              | 2               | 0               | UEL                | 5                  | 0                  | SB          | 1           | 0           | 40     | 0      |
| 2018-2019             | Kortrijk              | D1                    | 31         | 5          | CB              | 3               | 0               | -                  | -                  | -                  | -           | -           | -           | 34     | 5      |
| 2019-2020             | Kortrijk              | D1                    | 28         | 4          | CB              | 5               | 1               | -                  | -                  | -                  | -           | -           | -           | 33     | 5      |
| 2020-2021             | Kortrijk              | D1                    | 24         | 1          | CB              | 0               | 0               | -                  | -                  | -                  | -           | -           | -           | 24     | 1      |
| Totale Kortrijk       | Totale Kortrijk       | Totale Kortrijk       | 83         | 10         |                 | 8               | 1               |                    | -                  | -                  |             | -           | -           | 91     | 11     |
| 2021-2022             | Gent                  | D1                    | 28         | 4          | CB              | 4               | 2               | UECL               | 12                 | 1                  | -           | -           | -           | 44     | 7      |
| Totale carriera       | Totale carriera       | Totale carriera       | 216        | 18         |                 | 21              | 3               |                    | 25                 | 1                  |             | 1           | 0           | 263    | 22     |

## Palmarès

### Club

#### Competizioni nazionali
- Coppa del Belgio: 1

Gent: 2021-2022